# Партизанский отряд 106
Партизанский отряд № 106 (бел. Партызанскі атрад № 106), также отряд Зо́рина (бел. атрад Зорына) — семейный еврейский партизанский отряд, действовавший в Налибокской пуще во время Великой Отечественной войны с конца апреля 1943 года до июля 1944 года. Командир отряда — Шолом Зорин, комиссар — Хаим Фейгельман, начальник штаба — Анатолий Вертгейм.
До 25 марта 1944 года отряд носил название «семейный отряд Зорина». Затем на основании приказа № 4 Белорусского штаба партизанского движения по Барановичской области отряд был переименован в самостоятельно действующий «партизанский отряд № 106» Барановичского партизанского соединения.

## Формирование отряда
После нападения нацистской Германии на СССР 22 июня 1941 года территория Беларуси была оккупирована. Массовые убийства евреев в рамках политики «окончательного решения еврейского вопроса» начались первых дней оккупации. На оккупированной территории были созданы еврейские гетто, которые были призваны осуществить изоляцию евреев по расовому признаку. Изоляция в гетто была одним из этапов их поголовного уничтожения.
Евреи, бежавшие из гетто, организовывали еврейские семейные лагеря и отряды, не имевшие аналогов в других оккупированных нацистами странах. Первый подобный отряд был организован Тувьей Бельским из сбежавших узников гетто. Впоследствии спасшиеся узники только Минского гетто стали инициаторами создания, фундаментом и руководителями, по разным данным, от семи до десяти партизанских отрядов и одного партизанского батальона, большинство из которых впоследствии стали интернациональными.
К весне 1943 года в лесах укрывалось множество евреев, бежавших из Минского гетто. Часть из них — боеспособные мужчины — в апреле 1943 года организовались в партизанский отряд им. А. Я. Пархоменко, вначале входивший в партизанскую бригаду им. Сталина, а затем — в бригаду им. Пархоменко. Остальные евреи, в большинстве женщины и дети, продолжали в тяжелейших условиях укрываться в лесу. Зная об их положении, секретарь Барановичского подпольного обкома партии В. Е. Чернышёв, известный под прозвищем «батька Платон», инициировал формирование семейного партизанского отряда: «Одним из первых приказов командира Барановичского партизанского соединения Василия Чернышева („Платон“) было решение создать из разрозненных групп, бежавших из гетто, семейный отряд. Для этой цели из отряда им. Буденного выделили кавалерийский взвод во главе с Шоломом Зориным».
Шолом Зорин — минчанин, 1902 года рождения, до войны — профессиональный столяр. Равно важными боевыми задачами он считал как уничтожение нацистов и их пособников, так и спасение евреев от немецкого геноцида на оккупированных землях. В рапорте начальника штаба и комиссара зоринского отряда начальнику оперативного отдела Белорусского штаба партизанского движения от 2 августа 1944 года говорилось: «…представители партии и правительства… поручили командиру отряда тов. Зорину организовать семейный отряд для сохранения жизни еврейских женщин, детей и стариков, мужья, сыновья и отцы которых сражаются за свободу».
В этом рапорте также говорилось, что «…учитывая сложившееся положение и руководствуясь приказом товарища Сталина о сохранении жизни советских граждан, находившихся на территории оккупированной местности, командование… одобрило командира конного взвода отряда Буденного [Сталинского соединения] Зорина Семена Натановича, разрешив ему и оказав содействие в организации национального отряда». Далее в рапорте утверждается, что Зорин получил приказ выводить евреев из Минского гетто, чтобы сохранить им жизнь, и для этого командование отряда выделило организатору семейного отряда 18 вооружённых бойцов.
5 июня 1943 года отряд Шолома Зорина был узаконен приказом № 001. Командиром был назначен Шолом Зорин, комиссаром — Хаим Фейгельман, начальником штаба — Анатолий Вертгейм.

## Состав и структура отряда
Формирование отряда началось в конце апреля 1943 года на территории Дзержинского района возле деревни Скирмантово. В целях обеспечения безопасности командование соединения им. Сталина приняло решение перебазировать семейный отряд в Ивенецкий район в Налибокскую пущу. Там отряд расположился в районе деревни Клетище Ивенецкого района. Получив самостоятельность, отряд начал вести свою штабную документацию. Первый приказ по отряду датирован 5 июня 1943 года.
В скором времени лагерь в Налибокской пуще приобрёл вид настоящей партизанской базы: «Палатки были выстроены вдоль одной линии с двух сторон, вроде улицы, и были замаскированы зеленью (ведь дело было летом). Даже днем партизанам не разрешалось разжигать костров, потому что боялись немецких самолётов, которые могут их обнаружить. Нельзя было протаптывать дорожки, это тоже могло привлечь внимание. Для топки собирали исключительно сухие ветки, которые не давали дыма».
Согласно «Сведениям о составе Еврейского семейного партизанского отряда на 1 января 1944 года», в его составе было 556 человек, все евреи. В отряде было 280 женщин; 550 бойцов стали партизанами в 1943 году, лишь один — в 1942 году.
К концу мая 1943 года отряд насчитывал 110 человек, в том числе 25 вооружённых бойцов. К осени 1943 года в отряде насчитывалось уже около 600 человек, в основном женщин и детей. К 9 июля 1944 года — к моменту соединения отряда с частями Красной Армии, специальная боевая рота насчитывала 137 партизан, а в семейном отряде был 421 человек.
Отряд постоянно пополнялся новыми бойцами за счёт бежавших из гетто евреев. Например, отряд им. Фрунзе подобрал в Заславском районе бежавших из Минского гетто мужчину и четырёх женщин и передал их в отряд Зорина. 28 января 1944 года секретарь подпольного обкома ВКП(б) по Барановичской области Василий Чернышёв приказал зачислить бойцами в отряд Зорина 13 евреев. Представитель Ивенецкого межрайцентра партизанского движения передал в отряд Зорина 28 евреев. Были случаи, когда бойцы отряда просили принять в отряд своих уцелевших в гетто родственников.
После перебазирования в Налибокскую пущу отряд был разделён на группы. По приказу № 012 от 9 июня 1943 года в отряде были сформированы боевая и хозяйственная роты, а также подготовительный взвод. В отряде также была сформирована и семейная группа, которая на 19 июля 1943 года насчитывала 270 человек.
Боевая рота состояла из двух взводов. В июне 1943 года она насчитывала 45 бойцов с винтовками и имела на вооружении один пулемёт. Командиром боевой роты был назначен П. Б. Копелевич. Эта рота отвечала за вывод людей из гетто, за охрану семейного лагеря и за снабжение продовольствием всего отряда.
В отряде существовали следующие должности: командир отряда, комиссар, начальник штаба, уполномоченный особого отдела, командир боевой роты, командир хозяйственной роты, командиры боевых и хозяйственных взводов, комендант лагеря, главврач.

## Боевая деятельность
С самого начала в отряде были назначены проводники для вывода евреев из гетто. В силу специфики задания, ими стали, в основном, подростки: Миша Столяр, Маша Васкович, Лев Кравец и другие. Самое первое задание по просьбе (не приказу!) Шолома Зорина выполнили две девочки семи и восьми лет, которые два раза смогли тайно вернуться в гетто и вывести к партизанам десятки людей. Также отряд пополнялся бежавшими из гетто одиночками и группами, которых приводили проводники других отрядов.
Боевая группа охраняла лагерь, проводила боевые операции, минировала железные дороги, устраивала засады.
Отряд часто координировал свою деятельность с другими партизанскими формированиями, для чего в штаб бригады направляли старшину еврейского отряда для согласования боевых действий.

### Блокада Налибокской пущи
В Налибокской пуще скрывались около 5 000 человек, в том числе множество бежавших из Минского гетто. С целью уничтожить их всех, оккупанты послали в этот район тысячи эсэсовцев и полицейских. Зоринский отряд перешёл через болото по сооружённому настилу длиной 3 километра, рассчитывая, что немцы в топь не сунутся. Однако каратели в резиновых костюмах сумели пройти глубоко в болота и заблокировали отряд.
Спасением для отряда Зорина стал остров «Красная Горка» среди болот, попасть на который можно было только через трясину. Партизаны пилили деревья, клали настил, переходили по настланным брёвнам, потом растаскивали их, снова пилили и гатили — так до самого острова. В эту трясину нацисты и их пособники уже не полезли. Во время перехода пришлось двигаться цепочкой, один за другим, по пояс в воде. Вещи и еду пришлось выбросить в болото, потому что сил едва хватало даже на то, чтобы тащить детей.
Блокада Налибокской пущи началась 13 июля 1943 года и длилась до 6 августа — три недели. Люди в прямом смысле слова жили в грязи, а когда уже невозможно было лежать в грязной жиже, подвязывались к деревьям и висели в воздухе.
В ходе блокады погибло немало бойцов 106 отряда, но командованию удалось спасти большинство людей благодаря хорошо действовавшей разведке. В июле — августе 1943 года зоринцы провели против карательных экспедиций 17 боёв и в результате смогли прорвать блокаду.

### Диверсионная деятельность
В конце мая 1944 года отряд получил разрешение от руководства партизанского движения на создание диверсионной группы.
Некоторые примеры диверсионной деятельности отряда:
- Весной 1944 года группа подрывников под командованием Михаила Тамаркина пустила под откос немецкий эшелон на линии Столбцы — Минск. В этой операции отличились Лев Черняк и Николай Дулец.
- В ночь с 5 на 6 июня командир роты Тамаркин М. И. с группой бойцов в составе Черняка Л., Хейфица Ш. Г., Залмана Л., Дульца Н. и Перельмана установили мину и взорвали автомашину на дороге Минск — Койданово у Невелижского моста.
- В ночь с 11 на 12 июня группа подрывников в составе Дульца Н. (старший группы), Залмана Л., Тейфа А., Перельмана и Конюха установила мину на железнодорожном полотне напротив деревни Шатила и пустила под откос немецкий эшелон с автомашинами и танками и платформу с немецкой охраной.
- В ночь с 12 на 13 июня группа подрывников в составе старшего группы Хейфица, Льва Черняка, Льва Фрайсмана и Михаила Палеса установили мину и взорвали автомашину с оккупантами в 2-х километрах от Койданово.
- В ночь на 15 июня зоринцы сожгли мост длиной более 10 метров по дороге из Койданово в Волпу.

Только в июне 1944 года отряд совершил 24 диверсии, пустив под откос шесть эшелонов, подорвав три моста и 14 автомашин гитлеровцев.

### Борьба с коллаборационистами
С коллаборационистами отряд Зорина расправлялся так же, как и с нацистами. Например, в отряд поступили сведения, что Мазуркевич в должности шефа биржи труда и заместителя коменданта полиции в местечках Ивенец и Новогрудок с 1942 по 1943 год выдал сотни людей, связанных с партизанским движением. Полицай был схвачен, приказом по еврейскому отряду № 58 от 8 декабря 1943 года приговорён к смерти и в тот же день расстрелян.

## Хозяйственная деятельность
Хозяйственная деятельность в отряде Зорина была организована в таком масштабе, чтобы обеспечивать не только себя, но и помогать соседним партизанским формированиям. Хозяйственные операции большей частью проводились с целью обеспечения отряда мукой, зерном и кормом для лошадей.
106-й отряд дислоцировался двумя лагерями в разных местах. Один из лагерей назвали «Рудня Налибокская», другой — «Теребейная». Эти места выглядели как небольшой городок. В школе занимались дети. Работала мельница, давая до 80 пудов муки в день, и ежедневно до 20 подвод из других отрядов привозили зерно на эту мельницу. Был развёрнут госпиталь, где еврейские врачи-партизаны оказывали помощь раненым, в том числе и из других партизанских отрядов.
В приказах по отряду перечисляются должности и подразделения, свидетельствующие о развитой хозяйственной инфраструктуре: начальник продовольственной части, заведующий скотным двором, строительная группа, столовая, пекарня, колбасный цех, мельница, сапожная и портняжная мастерские. У отряда было стадо коров в 50 голов, что также помогало спасать беженцев из гетто, страдающих дистрофией.
Перед наступлением зимы 1943—1944 годов приказом по отряду № 038 от 12 октября 1943 года были очерчены три главные задачи: построить лагерь, заготовить на зиму овощи и обеспечить бойцов зимней одеждой и обувью. Для этого были созданы специализированные группы — для постройки зимнего лагеря, для заготовки овощей и объединённая группа из всех портных и сапожников отряда.
Значительную часть хозяйственной деятельности отряда занимал сбор сельхозпродуктов у местных крестьян. Например, 20 августа 1943 года Ивенецкий межрайцентр партизанского движения поставил задачу перед отрядом № 106 заготовить 5 тысяч пудов хлеба, и для выполнения этой важной задачи руководство отряда создало 4 полевых бригады с очень жёстким графиком работы.
Эти хозяйственные заготовки никогда не проводились в форме безжалостной экспроприации. Например, если в какой-то деревне не было продуктов из-за неурожая, то зоринцы составляли акт, подписанный начальником штаба отряда и представителем крестьян, и этот документ снимал ответственность с крестьян этой деревни перед руководством партизанского движения. Такой акт, например, был подписан в деревне Клетище в июле 1943 года. Заготовка продовольствия также велась и на полях около обезлюдевших деревень, из которых оккупанты выселили жителей. Иногда партизаны закупали продукты на базарах. Всё собранное во время хозяйственных операций подлежало строгому учёту.
При этом заготовки проводились только в местах, определённых командованием Белорусского партизанского движения. Например, уполномоченный ЦК КП(б) Белоруссии и Белорусского штаба партизанского движения по Ивенецкому межрайцентру указал отряду проводить хозяйственные операции в Столбцевском и Любчанском районах. В другом случае, командир партизанской бригады им. Чапаева, в состав которой входил отряд № 106, в январе 1944 года предписал зоринцам вести заготовки только в определённых деревнях Ивенецкого района: Большие и Малые Новки, Слободка (Тиковая Слобода) и Носали.
Во время сельхоззаготовок и хозяйственных операций партизаны часто находили вещи убитых евреев. Нередко — порванные свитки Торы, из пергамента которых крестьяне делали стельки сапог, а из кожаных переплётов книг из синагог — портфели для детей.
Отряд Зорина не только брал у местного населения необходимое для своей деятельности, но и по возможности стремился помочь крестьянам (в том числе и медицинскими услугами). Например, нескольким крестьянским семьям партизаны оставили лошадь для сельскохозяйственных работ, крестьянам деревни Клетище помогли во время весенне-полевых работ — лошадьми, семенами и людьми.

## Медицинская служба отряда
Уже в самом начале существования отряда приказом № 015 от 9 июля 1943 года назначается первый врач отряда — Гирш М. С., первая медсестра — его жена Гирш Р. В., первый зубной врач — Пахуцкий Л. Б. В сентябре 1943 года доктор Гирш с женой были переданы отряду им. Дзержинского, а на его место была назначена Васкович Ф., и медсестрой — Дорфман.
Впоследствии в отряде было уже несколько врачей. В приказах фигурируют главврач — Розалия Лившиц, преподаватель Минского медицинского института, и её заместитель. Врачами в отряде работали Фаина Васкович, Рахель Раппорт, Даша Фридман, Лев Пахуцкий, фармацевт Соломон Смолянский, фельдшер Анна Гольбурт, медсестры Геня Кац и Ольга Лейбович. В отряде был создан кружок санитарной подготовки.
В связи с тем, что отряд имел статус «семейного», сохранились и нетипичные для партизанских отрядов документы. Например, приказ № 066 от 3 марта 1944 года предписывал главврачу Лифшиц Р. О. прекратить проведение абортов кроме как по жизненным показаниям.
В отряде постоянно ощущалась нехватка медикаментов. Эти трудности во многом объяснялись тем, что еврейские медики обслуживали не только своих партизан, но и всю округу. Именно через 106-й отряд партизанские формирования, нуждавшиеся в медицинской помощи, обеспечивались врачами и медсёстрами. Сохранилось множество писем и записок с просьбой прислать медицинских специалистов — отряд им. Фрунзе просил прислать хирурга для тяжелораненых, штаб партизанского движения просил прислать стоматолога и акушера. Были случаи, когда в отряд Зорина для получения медицинской помощи прибывали партизаны из других отрядов. Нередко Зорина просили прислать врача не потому, что у самих не было, а потому, что квалификация врачей 106-го отряда была выше, и они были лучше обеспечены медицинскими инструментами.

## Дети в отряде
Почти половина отряда была моложе 20 лет, и среди них — более 150 детей-сирот, подобранных в лесах. Об этих детях командование отряда проявляло большую заботу. Всё лучшее, что попадало в отряд, в первую очередь шло детям — все они были одеты и обуты, маленьким детям выдавали молоко и лучшую еду, жили дети в специальных землянках с лучшими печками.
Все дети в отряде помогали взрослым, чем могли. Среди партизан были учителя, и отряд открыл для детей школу из пяти классов. В ней не было парт, учебников, тетрадей, мела и ручек. Ученики писали на клочках бумаги или даже на песке. Особенно много для работы партизанской школы сделала Дора Зуперман.
В отряде была и пионерская дружина во главе с пионервожатой Лилей Копелевич. Из парашютного шёлка детям сшили рубашки и блузки. Бойцы раздобыли красный шёлк, и пионеры получили пионерские галстуки. От имени пионерской дружины в Москву был отправлен рапорт о горе и страданиях, пережитых еврейскими детьми.

## Помощь другим партизанским формированиям
Помимо медицинской помощи, отряд Зорина помогал другим отрядам своими квалифицированными во многих областях специалистами.
Заготавливая продовольствие для себя, еврейский отряд должен был отдавать часть заготовленного другим отрядам. Например, приказом № 038 от 7 января 1944 года по бригаде им. Жукова распоряжением вышестоящих органов партизанского движения семейный отряд Зорина был обязан доставить в штаб бригады для отряда им. Суворова 25 пудов зерна и 1 корову, а для отрядов им. Рокоссовского и «Мститель» по 10 пудов зерна. Также этот приказ предписывал сбор одежды для передачи другим отрядам.
Многие партизанские отряды направляли Зорину просьбы о направлении к ним специалистов для оказания различных видов помощи. Например, отряд им. Буденного просил прислать портного, бригада им. Сталина — парикмахера, отряд «Мститель» — сапожника с инструментом. Были востребованы и мастера по ремонту пишущих машинок, и специалисты по изготовлению ложа для винтовок и автоматов. В еврейском отряде был налажен ремонт оружия, и потребность в этой услуге была постоянной. Часто просили прислать машинисток, которых в семейном отряде было несколько. В отряде был и наборщик Трахтенберг, и другие квалифицированные печатники, в умении которых тоже много раз возникала потребность.
Просьб из других отрядов о помощи и присылке специалистов было много, и почти все они удовлетворялись. Зоринцы часто получали письма с благодарностью за работу, выполненную евреями-партизанами.

## Антисемитизм в партизанском движении
При том, что отряд № 106 имел налаженные боевые и хозяйственные связи с командованием многих других партизанских формирований и постоянно получал благодарности за содействие в оказании различных видов помощи, зоринцы нередко сталкивались с проявлениями антисемитизма со стороны нееврейских партизан.
Например, крестьянину в деревне Клетище отряд Зорина выделил лошадь для посевных и других работ, но партизан из бригады им. Дзержинского забрал лошадь на том основании, что «эта лошадь является жидовская». Крестьянина, купившего для зоринцев соль в Столбцах, бойцы отряда им. Суворова бригады им. Жукова избили и все, что он вёз, отняли, причём подобные случаи происходили и раньше. Разведчики 1-й Минской бригады отняли у бойцов еврейского отряда верховую лошадь и, при попустительстве своего командования, при каждой встрече оскорбляли зоринцев словами «жид», «вор», «грабитель» и подобными. Чтобы избежать таких опасных столкновений, Зорин даже изменил дислокацию отряда.
Нередко евреев, попавших с огромным трудом в нееврейский отряд, безосновательно обвиняли, например, в том, что они спали на посту, и расстреливали.
20 ноября 1943 года у деревни Дубники Ивенецкого района конный взвод польского батальона № 331 Армии Крайовой под командованием хорунжего Нуркевича (Наркевича) по прозвищу «Ночь» расстрелял 10 евреев из отряда Зорина.

## Последний бой
В начале июля 1944 г. отступающие немецкие части подошли к Налибокской пуще, где находился отряд. Отрядная разведка донесла, что из Клетища движется немецкий отряд в 200 солдат, преимущественно автоматчиков, которые попали в окружение регулярных войск Красной Армии и пытались вырваться. 6 июля 1944 года, когда Минск уже был освобождён от гитлеровцев, отряд вступил с ними в тяжёлый бой в районе хутора Борьки. Часть немцев была уничтожена, а несколько взяты в плен.
В этом бою — в последний день перед готовившимся расформированием отряда — погибли шесть зоринцев: Яков Пекер, Моисей Туник, Семен Эзрах, Ефим Миндель (в отряде его жена ждала ребёнка), Лев Пахуцкий и Раиса Пахуцкая. Это был чёрный день в истории отряда Зорина, и когда с поля боя на базу привели пленных, многие партизаны не выдержали, привязали пленных немцев к деревьям и забили их до смерти.

## После освобождения Беларуси
9 июля 1944 года отряд в составе 137 (141) вооружённых бойцов (боевой роты) и 421 членов семей соединился с передовыми частями Красной Армии в районе хутора Кромень. Путь к соединению дался с большим трудом. Отряд снялся с лагеря и стал выходить к Минску. Еда закончилась, ели полусырую конину, потому что боялись разводить костры, опасаясь немецких бомбардировщиков. Выбиваясь из сил, евреи-партизаны шли по лесам, прикрывая семейный отряд.
Шолома Зорина подоспевшие советские танкисты переправили в Минск. Разрывная пуля раздробила ему коленный сустав и требовалась немедленная операция.
Воины 1901-й отдельной танковой бригады, где командиром одного из танковых батальонов был Арон Венгер из Смилович, вывезла партизанские семьи из леса. Всех женщин и детей отправили в Минск, а молодые бойцы выразили готовность вместе с танкистами участвовать в наступлении. Армейское командование пошло навстречу. Партизан посчитали воинами регулярной армии. Выдали форму, оружие, зачислили в десантники. Зоринцы участвовали затем в освобождении литовских городов, а далее — в сражениях за Восточную Пруссию.
А когда в освобождённом Минске 16 июля 1944 года состоялся партизанский парад, то бойцы еврейского партизанского отряда 106 приняли в нём участие.

## Увековечивание памяти
Героизм 106-го отряда и его руководителя советская власть не отметила наградами. В 1983 году в Минске был издан специализированный фундаментальный труд «Партизанские формирования Белоруссии в годы Великой Отечественной войны (июнь 1941 — июль 1944)», но упоминания об отряде 106 и других еврейских партизанских формированиях начисто отсутствуют. Также в справках об отрядах приводится общее число бойцов в отряде, число мужчин и женщин и сведения о распределении партизан по национальностям, но евреи отдельной статистики не получили, хотя во многих формированиях их доля была значительной.
После освобождения Беларуси около 60 мужчин-зоринцев призвали в армию, и они продолжили воевать с нацизмом. Впоследствии большинство из выживших работали в различных сферах народного хозяйства БССР. Яков Негневицкий после окончания Московского полиграфического института работал начальником планово-производственного отдела Минской картографической фабрики. Леонид Меламед, спасший десятки узников гетто, работал в тресте Белэнергомонтаж. В 1998 году в возрасте более 100 лет скончался командир хозяйственного взвода Исаак Каган. Михаил Трейстер (1927—2017) возглавлял Белорусское общественное объединение евреев — бывших узников гетто и нацистских концлагерей (БООУГК) и являлся вице-президентом Международного союза евреев — бывших узников фашизма. Леонид Окунь, самый молодой кавалер двух Орденов Славы, работал главным электриком минского завода.
В 1964 году Шолом Зорин с бывшими партизанами воздвиг памятник убитым в последнем бою. В церемонии в Налибокской пуще, кроме самого Зорина, принял участие бывший комиссар отряда Хаим Фейгельман, партизаны Абрам Лившиц и Хаим Брукирер. Жена погибшего Ефима Минделя приехала с сыном, который родился через несколько месяцев после смерти отца.
Шолом Зорин после войны работал хозяйственником в Минске. В 1971 году он репатриировался в Израиль. С почестями его встречал министр обороны Моше Даян, он был принят премьер-министром Государства Израиль Голдой Меир. Шолом Зорин жил в Яффо, а затем в Ришон ле-Ционе. Умер в 1974 году.

## Списки погибших и пропавших без вести бойцов отряда
- Кушнер Борис Исаакович, рядовой, 1917 г., г. Минск. В отряде с 1 мая 1943 г. Погиб, стоя на посту, в дер. Слобода Ивенецкого района от рук предателя 10 апреля 1944 г. Похоронен в Налибокской пуще в 3 км от Тарасовских хуторов.

Погибли 6 июля 1944 года в бою с отступающими немецкими частями:
- Пекер Яков Аронович, рядовой, 1903 г., г. Столбцы. Похоронен в Налибокской пуще, хутор Борьки.
- Туник Моисей Юделевич, рядовой, 1908 г., г. Столбцы. В отряде с июня 1943 г.
- Эзрах Семен Самуйлович, рядовой, 1897 г., г. Минск. В отряде с августа 1943 г.
- Миндель Фима Соломонович, рядовой, 1918 г., г. Минск. В отряде с мая 1943 г.
- Пахуцкий Лев Бенцианович, 1880 г., г. Варшава. В отряде с июня 1943 г.
- Пахуцкая Раиса Семеновна, 1894 г., г. Белосток. В отряде с июня 1943 г.

Погибли от рук польских националистов в деревне Саковщизна при выполнение задания командования отряда 18 ноября 1943 года. Похоронены в деревне Дубники Ивенецкого района 10 человек рядовые (в 1965 году перезахоронены в центре Ивенца):
- Сагальчик Хаим Абрамович, рядовой, 1902 г., м. Пуховичи.
- Фишкин Леонид Гиршович, рядовой, 1926 г., г. Минск. В отряде с мая 1943 г.
- Раскин Ефим Семенович, рядовой, 1925 г., г. Минск. В отряде с июня 1943 г.
- Озерский Зяма Львович, рядовой, 1927 г., г. Минск. В отряде с июня 1943 г.
- Чарно Григорий Янкелевич, рядовой, 1925 г., г. Седлец. В отряде с июня 1943 г.
- Шолков Шолом Абрамович, рядовой, 1917 г., г. Вильно.
- Плавчик Михаил Яковлевич, рядовой, 1912 г., г. Остров.
- Опенгейм Леонид Ефимович, рядовой, 1926 г., г. Минск. В отряде с мая 1943 г.
- Загер Израиль Гершенович, рядовой, 1912 г., г. Минск.
- Аксельрод Зяма Аронович, рядовой, 1916 г., г. Минск.

## Комментарии
1. ↑  Данная версия, по мнению историков, вызывает серьёзные сомнения в её достоверности. Ни в одном документе Советского правительства и ЦК ВКП(б) не говорится о необходимости спасать жизни людей, тем более евреев, и поэтому ссылка на Сталина о сохранении жизни советских граждан на оккупированной территории представляется явной фикцией для создания имиджа заботливого «отца народов» (С. Швейбиш. Еврейский семейный партизанский отряд Ш. Зорина. Архивировано 3 апреля 2015 года. Вестник Еврейского университета в Москве, № 3 (13), 1996)